# Half-Wits Holiday
Half-Wits Holiday (br.: Três idiotas de elite) é um filme de curta metragem estadunidense de 1947, dirigido por Jules White. É o 97º de um total de 190 da série com os Três Patetas produzida pela Columbia Pictures entre 1934 e 1959. É a segunda adaptação feita pelos comediantes, da história de Pigmaleão. Foi a última participação de Curly Howard como protagonista da série.

## Enredo
Os Três Patetas são encanadores que são chamados para refazer um serviço numa sala onde dois psicólogos, os professores Quackenbush (Vernon Dent) e Sedletz (Ted Lorch) discutem sobre a educação das pessoas, se estaria relacionada com a genética ou com o ambiente. Quackenbush aposta com Sedletz que poderá fazer com que os Três Patetas transformem-se de rudes trabalhadores em refinados cavalheiros no período de 60 dias. Para vencer a aposta, o professor passa a ensinar boas maneiras e etiqueta ao trio, auxiliado pela sua filha Lulu (Barbara Slater). Para mostrar os avanços conseguidos depois do treinamento, o Professor apresenta os Três Patetas à sociedade em uma festa esnobe.
As coisas começam a sair mal, contudo, quando Curly não controla sua cleptomania e, ao beijar a mão de uma dama, Madame Smythe-Smythe (Symona Boniface), pega com a boca o anel de diamantes que ela usava. Moe e Larry percebem as ações de Curly e tentam consertar as coisas, levando-o para uma sala reservada e fazendo com que devolva o que roubou (inclusive a prataria que escondera debaixo das roupas). Curly depois pega uma torta para comê-la sozinho. Moe a tira de sua mão mas ao tentar escondê-la joga no teto, onde fica grudada. Pouco depois, arranca de maneira desastrada uma torta de Larry e com isso acerta o rosto de um dos convidados. Em seguida, uma tremenda guerra de tortas se inicia e o professor Quackenbush percebe que perdeu a aposta.

## O último protagonismo de Curly
Half-Wits Holiday marca a aparição final como um Pateta de Curly Howard. Durante as filmagens em 6 de maio de 1946, Curly sofreu um severo derrame e foi levado às pressas para um hospital, encerrando definitivamente sua carreira.
Curly deveria ter um papel proeminente na guerra de tortas na parte final do filme mas após Moe encontrá-lo desfalecido, ficou claro que ele não estava bem. Discretamente, Moe avisou o diretor Jules White sobre a situação de Curly e as cenas faltantes foram divididas entre Moe e Larry. O restante do elenco não soube o que de fato acontecera.
Emil Sitka, que fazia sua primeira participação na série, relembrou (tradução aproximada):
| “ | Após o ocorrido (o derrame), Curly subitamente desapareceu, sem que o restante do elenco fosse avisado do que acontecera. Quando nos reunimos para as últimas cenas, as da guerra de tortas, vimos que o cenário era grande e que deveria aparentar uma verdadeira batalha. O roteiro previa a participação de todos os Patetas mas eu não avistei Curly. Eu achei que era apenas uma mudança no roteiro. Ninguém — inclusive Moe, Larry e Jules — nos contou sobre a gravidade da situação. Apenas quando as filmagens terminaram é que nós soubemos da doença dele. | ” |

Mesmo antes do derrame, os Patetas já haviam tido problemas para realizarem as cenas em que Curly participava. Muitas das falas dele foram passadas para Larry ou deixadas de lado. Uma cena em particular demorou muito mais tempo para ser filmada do que seria o normal: Os Patetas, supostamente com o comportamento mudado, saudam como cavalheiros os donos da casa dizendo:
- Larry: "Deliciado."
- Moe: "Devastado."
- Curly: "Dilapidado."

E numa segunda saudação (pela dublagem brasileira):
- Larry: "Encantado."
- Moe: "Arrebatado."
- Curly: "Embalsamado."

White mais tarde disse: "Eu perdi muito tempo com essa cena. Curly simplesmente não conseguia pegar o jeito da sua fala. Eu deveria ter percebido que ele não estava bem."